# Cycloiden
Cycloiden ist ein Walzer von Johann Strauss (Sohn) (op. 207). Das Werk wurde am 10. Februar 1858 im Sofienbad-Saal in Wien erstmals aufgeführt.

## Einzelnachweis
1. ↑  Quelle: Englische Version des Booklets (Seite 60) in der 52 CDs umfassenden Gesamtausgabe der Orchesterwerke von Johann Strauß (Sohn), Hrsg. Naxos (Label). Das Werk ist als vierter Titel auf der 21. CD zu hören.